# Fonologia storica dei nessi consonantici inglesi
Nella fonologia storica dei nessi consonantici inglesi vi furono vari fenomeni riguardanti i gruppi consonantici.

## Semplificazione dei nessi con H
Tali riduzioni colpirono molti nessi consonantici comincianti per /h/, che hanno perso questa stessa in vari dialetti inglesi.

### Semplificazioni di /hw/
- Tra queste indichiamo la semplificazione di /hw/ in /h/ davanti alle vocali /oː/ e /uː/ avvenuta già nell'antico inglese. Ciò è dovuto all'influenza sul fonema /h/ stesso delle vocali posteriori arrotondate, che gli conferiscono un'articolazione labiovelare facendo così diventare /hw/ allofono di /h/ davanti alle stesse; /hw/, inizialmente fonemico, finì per essere percepito appunto come un mero allofono. Questo si può osservare in "how" come, derivato appunto da questa modifica dell'inglese antico (hū). Lo stesso accadde più tardi a "who" chi: in inglese antico la vocale era ā, così che il nesso /hw/ si mantenne e l'ortografia acquisì, in inglese medio, il nesso "wh"; ma a causa di sviluppi vocalici successivi la vocale passò ad /uː/, scatenando lo stesso fenomeno.
- In seguito /hw/ (scritto wh) e /w/ si fusero in /w/ (convergenza wine-whine). È avvenuto nella maggior parte delle varietà; tra i dialetti reticenti troviamo l'inglese irlandese, l'inglese scozzese e l'inglese sudamericano. Questo avvenne dopo la semplificazione di /hw/ in /h/, dunque wh- è normalmente /w/ davanti alle ortografiche a, e, i e y, ma /h/ davanti a un'ortografica o. (Una A scritta, in alcune varietà, è normalmente un fonema /ɒ/ od /ɔː/ davanti a /w/).

### Semplificazione di /hj/
La semplificazione di /hj/ avviene in alcune varietà, e provoca una semplificazione del nesso /hj/ in /j/. Si hanno quindi pronunce come /juːdʒ/ per huge e /juːmən/ per human; hew e ewe sono omofoni. È meno diffusa della semplificazione di WH, e spesso stigmatizzata. Escludendo gli accenti colpiti da elisione di acca, il fenomeno si ritrova negli Stati Uniti e in particolare negli accenti di Filadelfia e New York, e anche nell'area degli accenti del Cork all'interno dell'inglese irlandese. In alcune varietà il nesso /hj/ (pronunciato spesso in realtà [çj]) viene semplificato in [ç] e dunque hew e yew diventano una coppia minima, differente solo nella consonante iniziale ([çuː] e [juː]).

### Semplificazione di /hl/, /hr/ ed /hn/
Queste semplificazioni avvennero in inglese medio, e colpirono i nessi /hl/, /hr/ e /hn/, che vennero semplificati in /l/, /r/, e /n/. Le parole inglesi antiche hlāf, hring e hnutu divennero loaf, ring e nut in inglese moderno.

## Riduzione dei nessi con /j/

### Elisione di iod
L'elisione di iod è l'elisione del fonema /j/ in alcuni contesti in cui segue un'altra consonante tautosillabica (della stessa sillaba).
L'elisione di iod davanti a [uː] avviene in quasi tutte le varietà nei contesti seguenti:
- Dopo [tʃ, dʒ, j], come in chew [ˈtʃuː], juice [ˈdʒuːs], yew [juː]
- Dopo /ɹ/, come in rude [ɹuːd]
- Dopo nessi del tipo consonante+/l/, come in blue [ˈbluː]

Accenti come l'inglese gallese, in cui permane un contrasto nelle coppie minime come chews/choose, yew/you, threw/through la prima parola di queste contiene un dittongo [ɪu] e la seconda [uː]:
- chew [ˈtʃɪu], choose [ˈtʃuːz]
- yew [ˈjɪu], you [ˈjuː]
- threw [ˈθrɪu], through [ˈθruː]

Altre varietà hanno esteso il fenomeno ad altri contesti, sempre a patto che la consonante scatenante sia tautosillabica con [j]:
- Dopo /s/, dando suit [ˈsuːt]
- Dopo /l/, dando lute [ˈluːt]
- Dopo /z/, dando Zeus [ˈzuːs]
- Dopo /θ/, dando enthusiasm [ɛnˈθuːziæzəm]

L'elisione di iod in questi ultimi contesti è stato a lungo considerato errato od almeno non-standard, ma oggi viene applicato anche da istruiti parlanti della Received Pronunciation. Nel General American l'elisione di iod si estende anche a questi casi:
- Dopo /t/, /d/ e /n/, dando tune [ˈtuːn], dew [ˈduː], new [ˈnuː]

Talvolta, la conservazione del nesso in questi contesti è stata una pietra di confine tra canadesi e statunitensi. Tuttavia un sondaggio condoto nell'area di Golden Horseshoe, nell'Ontario del sud, nel 1994, indicò che oltre l'80% degli intervistati sotto i 40 anni pronunciava student e news senza iod.

Le aree in rosa indicano le zone statunitensi in cui permane un'opposizione tra //ɪu// e //u//.

In pratica il General American applica un'elisione di iod dopo qualsiasi consonante alveolare. Alcuni accenti però mantengono distinte coppie quali loot/lute e do/dew ponendo un dittongo /ɪu/ laddove nell'RP si pronuncia /juː/, ottenendo [lut]/[lɪut], [du]/[dɪu], etc.
Tuttavia in parole come annual, menu, volume, Matthew, continue, ecc., dove prima diod c'è una separazione delle sillabe, il fenomeno non avviene.
Alcuni dialetti dell'Anglia orientale, come a Norfolk, estendono l'elisione di iod anche dopo consonanti che non siano alveolari, rendendo coppie come pure/poor, beauty/booty, mute/moot, cute/coot omofone. Molti spettatori della TV britannica sono avvezzi al modo in cui Bernad Matthews pronuncia nelle pubblicità bootiful (cioè come verrebbe scritto nella sua pronuncia priva di iod) al posto di beautiful.
Nei dialetti dove venga pronunciato lo iod, le grafie eu, ew, uCV (dove C indica una consonante e V una vocale), ue e ui, di feud, few, mute, cue e suit normalmente trascrivono /juː/ o /ɪu/, mentre oo e ou di moon e soup, scrivono solitamente /uː/.
| \| /ɪu/ \| /uː/ \| IPA \| Note \| \| ------ \| ------- \| ------ \| ---- \| \| brewed \| brood \| ˈbruːd \| \| \| chews \| choose \| ˈtʃuːz \| \| \| chute \| shoot \| ˈʃuːt \| \| \| drupe \| droop \| ˈdruːp \| \| \| rue \| roo \| ˈruː \| \| \| threw \| through \| ˈθruː \| \| \| yew \| you \| ˈjuː \| \| \| yule \| you'll \| ˈjuːl \| \| |         |        |      |
| /ɪu/ | /uː/    | IPA    | Note |
| brewed | brood   | ˈbruːd |      |
| chews | choose  | ˈtʃuːz |      |
| chute | shoot   | ˈʃuːt  |      |
| drupe | droop   | ˈdruːp |      |
| rue | roo     | ˈruː   |      |
| threw | through | ˈθruː  |      |
| yew | you     | ˈjuː   |      |
| yule | you'll  | ˈjuːl  |      |

| \| /ɪu/ \| /uː/ \| IPA \| Note \| \| ----- \| -------- \| ------ \| --------------------------- \| \| Blume \| bloom \| ˈbluːm \| \| \| Lewis \| Louis \| ˈluːɪs \| \| \| lieu \| loo \| ˈluː \| \| \| lieu \| Lou \| ˈluː \| \| \| Luke \| look [7] \| ˈluːk \| Con convergenza foot-goose. \| \| lune \| loon \| ˈluːn \| \| \| lute \| loot \| ˈluːt \| \| \| slew \| slough \| ˈsluː \| \| \| slue \| slough \| ˈsluː \| \| \| suit \| soot \| ˈsuːt \| Con convergenza foot-goose. \| |        |        |                             |
| /ɪu/ | /uː/   | IPA    | Note                        |
| Blume | bloom  | ˈbluːm |                             |
| Lewis | Louis  | ˈluːɪs |                             |
| lieu | loo    | ˈluː   |                             |
| lieu | Lou    | ˈluː   |                             |
| Luke | look   | ˈluːk  | Con convergenza foot-goose. |
| lune | loon   | ˈluːn  |                             |
| lute | loot   | ˈluːt  |                             |
| slew | slough | ˈsluː  |                             |
| slue | slough | ˈsluː  |                             |
| suit | soot   | ˈsuːt  | Con convergenza foot-goose. |

| \| /ɪu/ \| /uː/ \| IPA \| Note \| \| ---- \| ---- \| ----- \| ---- \| \| dew \| do \| ˈduː \| \| \| due \| do \| ˈduː \| \| \| dune \| Doon \| ˈduːn \| \| \| tune \| toon \| ˈtuːn \| \| |      |       |      |
| /ɪu/ | /uː/ | IPA   | Note |
| dew | do   | ˈduː  |      |
| due | do   | ˈduː  |      |
| dune | Doon | ˈduːn |      |
| tune | toon | ˈtuːn |      |

| \| /ɪu/ \| /uː/ \| IPA \| Note \| \| ------ \| ----- \| ------- \| -------------------------- \| \| beaut \| boot \| ˈbuːt \| \| \| beauty \| booty \| ˈbuːti \| \| \| butte \| boot \| ˈbuːt \| \| \| cue \| coo \| ˈkuː \| \| \| cute \| coot \| ˈkuːt \| \| \| feud \| food \| ˈfuːd \| \| \| few \| foo \| ˈfuː \| \| \| fuel \| fool \| ˈfuːl \| Con convergenza vile-vial. \| \| hew \| who \| ˈhuː \| \| \| hue \| who \| ˈhuː \| \| \| Hugh \| who \| ˈhuː \| \| \| mew \| moo \| ˈmuː \| \| \| mews \| moos \| ˈmuːz \| \| \| muse \| moos \| ˈmuːz \| \| \| mute \| moot \| ˈmuːt \| \| \| pew \| poo \| ˈpuː \| \| \| pure \| poor \| ˈpʊə(r) \| \| \| queue \| coo \| ˈkuː \| \| \| use \| ooze \| ˈuːz \| \| |       |         |                            |
| /ɪu/ | /uː/  | IPA     | Note                       |
| beaut | boot  | ˈbuːt   |                            |
| beauty | booty | ˈbuːti  |                            |
| butte | boot  | ˈbuːt   |                            |
| cue | coo   | ˈkuː    |                            |
| cute | coot  | ˈkuːt   |                            |
| feud | food  | ˈfuːd   |                            |
| few | foo   | ˈfuː    |                            |
| fuel | fool  | ˈfuːl   | Con convergenza vile-vial. |
| hew | who   | ˈhuː    |                            |
| hue | who   | ˈhuː    |                            |
| Hugh | who   | ˈhuː    |                            |
| mew | moo   | ˈmuː    |                            |
| mews | moos  | ˈmuːz   |                            |
| muse | moos  | ˈmuːz   |                            |
| mute | moot  | ˈmuːt   |                            |
| pew | poo   | ˈpuː    |                            |
| pure | poor  | ˈpʊə(r) |                            |
| queue | coo   | ˈkuː    |                            |
| use | ooze  | ˈuːz    |                            |

### Crasi di iod
La crasi di iod è un processo per cui vengono palatalizzati i gruppi [dj], [tj], [sj] e [zj] rispettivamente in [dʒ], [tʃ], [ʃ] e [ʒ].
Nelle sillabe atone, avviene in molte varietà, venendo così prodotte pronunce del tipo:
| educate  | → /ˈɛd͡ʒʊkeɪt/ |
| nature   | → /ˈneɪt͡ʃər/  |
| pressure | → /ˈprɛʃər/   |
| measure  | → /ˈmɛʒər/    |
| azure    | → /ˈæʒər/     |

Alcuni accenti si spingono anche alle sillabe toniche, come in tune e dune; sono esempi l'inglese australiano, il Cockney, l'Estuary English, l'inglese irlandese (pochi parlanti), Terranova, Sudafrica e in parte in Nuova Zelanda, inglese scozzese (molti parlanti), e persino nelle Filippine (molti parlanti, influenzati dalle loro lingue native), producendo pronunce come:
| dew    | → /ˈdʒuː/   |
| tune   | → /ˈtʃuːn/  |
| resume | → /rəˈʒuːm/ |
| assume | → /əˈʃuːm/  |

Questo rende molte coppie omofone; per esempio, nel caso di /dʒ/, dew, due, e Jew possono avere una pronuncia coincidente.
Il fenomeno è tradizionalmente escluso dalla Received Pronunciation.
| \| /ɪu/ \| /ʲuː/ \| IPA \| Note \| \| ----- \| ----- \| ------- \| ------------- \| \| deuce \| juice \| ˈdʒuːs \| \| \| dew \| Jew \| ˈdʒuː \| \| \| dewed \| Jude \| ˈdʒuːd \| \| \| dual \| jewel \| ˈdʒuːəl \| \| \| dude \| Jude \| ˈdʒuːd \| \| \| due \| Jew \| ˈdʒuː \| \| \| duel \| jewel \| ˈdʒuːəl \| \| \| duke \| juke \| ˈdʒuːk \| \| \| duly \| Julie \| ˈdʒuːli \| \| \| dune \| June \| ˈdʒuːn \| \| \| duty \| Judy \| ˈdʒuːɾi \| Con flapping. \| \| sue \| shoe \| ˈʃuː \| \| \| sue \| shoo \| ˈʃuː \| \| \| suit \| chute \| ˈʃuːt \| \| \| suit \| shoot \| ˈʃuːt \| \| |       |         |               |
| /ɪu/ | /ʲuː/ | IPA     | Note          |
| deuce | juice | ˈdʒuːs  |               |
| dew | Jew   | ˈdʒuː   |               |
| dewed | Jude  | ˈdʒuːd  |               |
| dual | jewel | ˈdʒuːəl |               |
| dude | Jude  | ˈdʒuːd  |               |
| due | Jew   | ˈdʒuː   |               |
| duel | jewel | ˈdʒuːəl |               |
| duke | juke  | ˈdʒuːk  |               |
| duly | Julie | ˈdʒuːli |               |
| dune | June  | ˈdʒuːn  |               |
| duty | Judy  | ˈdʒuːɾi | Con flapping. |
| sue | shoe  | ˈʃuː    |               |
| sue | shoo  | ˈʃuː    |               |
| suit | chute | ˈʃuːt   |               |
| suit | shoot | ˈʃuːt   |               |

## Altre riduzioni a inizio di parola

### Semplificazione di /wr/ in /r/
Il fenomeno causa la semplificazione di /wr/ in /r/, rendendo omofone le coppie rap e wrap, rite e write ecc. omofone.
L'antico inglese possedeva un'opposizione tra /wr/ e /r/, dove la prima implicava un arrotondamento delle labbra. In inglese medio ciò scomparve e tutti i fonemi /r/ iniziali confluirono in [rʷ].
/wr/ e /r/ sono ancora distinti nel dialetto dorico dello scots, derivato dall'inglese medio: qui /wr/ si realizza come /vr/.

### Semplificazione di /kn/ in /n/
Il fenomeno, avvenuto nell'inglese moderno, provoca la semplificazione del nesso /kn/ in /n/ rendendo omofona la coppia knot-not.
Tutte le parole con la radice kn dalle iniziali inglesi antiche cn- al tempo erano pronunciate tutte con una /k/(attualmente muta) davanti alla /n/. Tali parole sono comune nelle lingue germaniche, tanto che molte pronunciano ancora la  /k/. Ne sono esempi l'antenata della parola moderna knee, cnēo, pronunciata /kne͡oː/, e la parola tedesca sorella Knie, pronunciata /kniː/.
Quasi tutte le varietà hanno operato la semplificazione piuttosto recentemente; sarebbe avvenuta inizialmente nell'inglese colto nel XVII secolo, dunque Shakespeare probabilmente non la operava.

### Semplificazione di /ɡn/ in /n/
Il fenomeno causò la riduzione del nesso consonantico iniziale /ɡn/ in /n/. In inglese medio, le parole scritte con gn come gnat, gnostic, gnome, ecc. avevano il nesso /ɡn/ (oggi muto). La canzone The Gnu scherza su questo, nonostante la g di gnu è probabilmente sempre stata muta in inglese, dato che questa parola non entrò nella lingua fino al tardo XVIII secolo. Il trombettista Kenny Wheeler ha scritto poi Gnu High, gioco di parole con l'omofono New High.

### Semplificazione dei nessi con /s/
Il fenomeno consiste nella caduta della /s/ nei nessi consonantici iniziali seguiti da occlusive sorde che avviene nell'inglese dei Caraibi. Questo provoca il passaggio in inizio di parola dell'occlusiva e la sua aspirazione, ottenendo le seguenti pronunce:
| spit    | → 'pit    | ([ˈspɪt]   | → [ˈpʰɪt])                                                                          |
| stomach | → 'tomach | ([ˈstɐmək] | → [ˈtʰɐmək])                                                                        |
| spend   | → 'pen    | ([ˈspɛnd]  | → [ˈpʰɛn]) (dove agisce un ulteriore fenomeno di semplificazione in fine di parola) |
| squeeze | → 'queeze | ([ˈskwiːz] | → [ˈkʰwiːz])                                                                        |

## Riduzione dei gruppi consonantici finali

### Riduzione dei gruppi finali
Nell'inglese vernacolare afroamericano e dei Caraibi si verifica una semplificazione dei nessi consonantici finali, che può lasciare come traccia una geminazione leggera della nuova consonante finale. Tra gli esempi:
| test | → tes' | ([tʰɛst]  | → [tʰɛs])  |
| desk | → des' | ([ˈdɛsk]  | → [ˈdɛs])  |
| hand | → han' | ([ˈhænd]  | → [ˈhæn])  |
| send | → sen' | ([ˈsɛnd]  | → [ˈsɛn])  |
| left | → lef' | ([ˈlɛft]  | → [ˈlɛf])  |
| wasp | → was' | ([ˈwɑːsp] | → [ˈwɑːs]) |

Dunque il plurale di test e desk (contrariamente agli standard tests e desks) può essere dunque tesses e desses, a causa della stessa regola che in inglese genera da mess (finente per /s/) il plurale messes.

### Semplificazione di /mb/ finale in /m/
Si verifica nell'inglese moderno, per cui il gruppo /mb/ finale passa ad /m/. In inglese medio, molte parole scritte con mb venivano pronunciate con il nesso /mb/ come in plumb, lamb — oggi la loro pronuncia vuole soltanto /m/ — mentre in altre quali limb e clumb venne aggiunta una B muta per ipercorrettismo.

### Semplificazione di /ŋg/ finale in /ŋ/
Si verifica nell'inglese moderno, per cui il gruppo /ŋɡ/ finale passa ad /ŋ/. In inglese medio, le parole scritte con ng venivano pronunciate con il nesso /ŋɡ/ come in king, thing — oggi la loro pronuncia vuole soltanto /ŋ/.

## Creazione di nessi consonantici

### Convergenzaprince-prints
La convergenza prince-prints è la fusione dei nessi /ns/ e /nts/ che avviene in molti parlanti inglesi, per i quali prince e prints sono omofoni come [prɪnts]. Una [t] viene inserita tra la [n] e la [s]. Ugualmente la fricativa [ʃ] diventa [tʃ] dopo [n], rendendo omofoni anche pinscher e pincher.
Il fenomeno può estendersi anche ad altri gruppi:
- /nz/ e /ndz/ di bans, pens e Hans che suoneranno come bands, pends e hands: il gruppo ottenuto è [nz];
- /mt/ e /mpt/ di dreamt e attempt: il gruppo ottenuto è [mpt];
- /ms/ e /mps/ di camps e hamster: il gruppo ottenuto è [mps].

| \| Fricativa \| Affricata \| IPA \| Note \| \| --------- \| --------- \| --------------------- \| ----------------------------------------------------- \| \| -ance \| -ants \| -ən(t)s \| \| \| ANSI \| antsy \| ˈæn(t)si \| \| \| bans \| bands \| ˈbæn(d)z \| \| \| Bynes \| binds \| ˈbaɪn(d)z \| \| \| chance \| chants \| ˈtʃæn(t)s, ˈtʃɑːn(t)s \| \| \| -ence \| -ents \| -ən(t)s \| \| \| fines \| finds \| ˈfaɪn(d)z \| \| \| Fens \| fends \| ˈfɛn(d)z \| \| \| Finns \| fends \| ˈfɪn(d)z \| Con convergenza pen-pin. \| \| fins \| fends \| ˈfɪn(d)z \| Con convergenza pen-pin. \| \| glans \| glands \| ˈɡlæn(d)z \| \| \| Hans \| hands \| ˈhæn(d)z \| Hans può realizzarsi anche come /ˈhɑːnz/ od /ˈhɑːns/. \| \| Heinz \| hinds \| ˈhaɪn(d)z \| Heinz può realizzarsi anche come /ˈhaɪnts/. \| \| hence \| hints \| ˈhɪn(t)s \| Con convergenza pen-pin. \| \| Hines \| hinds \| ˈhaɪn(d)z \| \| \| inns \| ends \| ˈɪn(d)z \| Con convergenza pen-pin. \| \| Kines \| kinds \| ˈkaɪn(d)z \| \| \| lens \| lends \| ˈlɛn(d)z \| \| \| mince \| mints \| ˈmɪn(t)s \| \| \| mines \| minds \| ˈmaɪn(d)z \| \| \| patience \| patients \| ˈpeɪʃən(t)s \| \| \| pens \| pends \| ˈpɛn(d)z \| \| \| pins \| pends \| ˈpɪn(d)z \| Con convergenza pen-pin. \| \| ponce \| ponts \| ˈpɒn(t)s \| \| \| presence \| presents \| ˈpɹɛzən(t)s \| \| \| prince \| prints \| ˈprɪn(t)s \| \| \| rinse \| rents \| ˈrɪn(t)s \| Con convergenza pen-pin. \| \| sense \| cents \| ˈsɛn(t)s \| \| \| sense \| scents \| ˈsɛn(t)s \| \| \| since \| cents \| ˈsɪn(t)s \| Con convergenza pen-pin. \| \| since \| scents \| ˈsɪn(t)s \| Con convergenza pen-pin. \| \| tens \| tends \| ˈtɪn(d)z \| Con convergenza pen-pin. \| \| tense \| tents \| ˈtɛn(t)s \| \| \| tense \| tints \| ˈtɪn(t)s \| Con convergenza pen-pin. \| \| tins \| tends \| ˈtɪn(d)z \| Con convergenza pen-pin. \| \| Vince \| vents \| ˈvɪn(t)s \| Con convergenza pen-pin. \| \| whines \| winds \| ˈwaɪn(d)z \| Con convergenza wine-whine. \| \| wines \| winds \| ˈwaɪn(d)z \| \| |           |                       |                                                       |
| Fricativa | Affricata | IPA                   | Note                                                  |
| -ance | -ants     | -ən(t)s               |                                                       |
| ANSI | antsy     | ˈæn(t)si              |                                                       |
| bans | bands     | ˈbæn(d)z              |                                                       |
| Bynes | binds     | ˈbaɪn(d)z             |                                                       |
| chance | chants    | ˈtʃæn(t)s, ˈtʃɑːn(t)s |                                                       |
| -ence | -ents     | -ən(t)s               |                                                       |
| fines | finds     | ˈfaɪn(d)z             |                                                       |
| Fens | fends     | ˈfɛn(d)z              |                                                       |
| Finns | fends     | ˈfɪn(d)z              | Con convergenza pen-pin.                              |
| fins | fends     | ˈfɪn(d)z              | Con convergenza pen-pin.                              |
| glans | glands    | ˈɡlæn(d)z             |                                                       |
| Hans | hands     | ˈhæn(d)z              | Hans può realizzarsi anche come /ˈhɑːnz/ od /ˈhɑːns/. |
| Heinz | hinds     | ˈhaɪn(d)z             | Heinz può realizzarsi anche come /ˈhaɪnts/.           |
| hence | hints     | ˈhɪn(t)s              | Con convergenza pen-pin.                              |
| Hines | hinds     | ˈhaɪn(d)z             |                                                       |
| inns | ends      | ˈɪn(d)z               | Con convergenza pen-pin.                              |
| Kines | kinds     | ˈkaɪn(d)z             |                                                       |
| lens | lends     | ˈlɛn(d)z              |                                                       |
| mince | mints     | ˈmɪn(t)s              |                                                       |
| mines | minds     | ˈmaɪn(d)z             |                                                       |
| patience | patients  | ˈpeɪʃən(t)s           |                                                       |
| pens | pends     | ˈpɛn(d)z              |                                                       |
| pins | pends     | ˈpɪn(d)z              | Con convergenza pen-pin.                              |
| ponce | ponts     | ˈpɒn(t)s              |                                                       |
| presence | presents  | ˈpɹɛzən(t)s           |                                                       |
| prince | prints    | ˈprɪn(t)s             |                                                       |
| rinse | rents     | ˈrɪn(t)s              | Con convergenza pen-pin.                              |
| sense | cents     | ˈsɛn(t)s              |                                                       |
| sense | scents    | ˈsɛn(t)s              |                                                       |
| since | cents     | ˈsɪn(t)s              | Con convergenza pen-pin.                              |
| since | scents    | ˈsɪn(t)s              | Con convergenza pen-pin.                              |
| tens | tends     | ˈtɪn(d)z              | Con convergenza pen-pin.                              |
| tense | tents     | ˈtɛn(t)s              |                                                       |
| tense | tints     | ˈtɪn(t)s              | Con convergenza pen-pin.                              |
| tins | tends     | ˈtɪn(d)z              | Con convergenza pen-pin.                              |
| Vince | vents     | ˈvɪn(t)s              | Con convergenza pen-pin.                              |
| whines | winds     | ˈwaɪn(d)z             | Con convergenza wine-whine.                           |
| wines | winds     | ˈwaɪn(d)z             |                                                       |

## Alterazioni dei nessi consonantici

### Rotacismo di iod
Il rotacismo di iod è un fenomeno applicato da alcuni parlanti dell'inglese vernacolare afroamericano per cui /j/ accompagnata da consonante si trasforma in /r/ causando pronunce come:
| beautiful | → /ˈbruːtɪfəl/ |
| cute      | → /ˈkruːt/     |
| music     | → /ˈmruːzɪk/   |

### Metatesi dei nessi con S
Tale metatesi dei gruppi finali che inizino per /s/ avviene nell'inglese vernacolare afroamericano, così come in varie altre varietà.
Possono quindi verificarsi le seguenti pronunce:
| ask   | → /ˈæks/   |
| grasp | → /ˈɡræps/ |
| wasp  | → /ˈwɑːps/ |
| gasp  | → /ˈɡæps/  |

Queste hanno in realtà una lunga storia, e queste forme modificate sono sorte in inglese praticamente assieme alle parole, ma non sempre ciò è percepito come corretto.
Per fare un esempio, prendiamo il verbo inglese antico áscian, attestato anche come acsian, entrambe le forme ereditate dall'inglese medio: continuarono a coesistere e a evolversi separatamente nelle varie regioni. Da ascian viene il verbo moderno ask, ma non va dimenticata la forma axe, probabilmente derivata da acsian, che appare nel Chaucer: "I axe, why the fyfte man Was nought housband to the Samaritan?" (Wife of Bath's Prologue, 1386.) Era considerata corretta nell'inglese letterario fino al 1600 e si può ancora trovare in alcune varietà, tra cui anche il vernacolo afroamericano. Rimane comunque uno dei caratteri più stigmatizzati del vernacolo stesso, spesso commentato dagli insegnanti. Si ritrova anche in alcune varianti dei parlanti scots, in cui compare /ˈaks/, e nell'inglese giamaicano che ha /ˈaːks/, da cui è entrato persino nel dialetto di Londra come /ˈɑːks/.

### Fusione di /str/ e /skr/
Il fenomeno accade per alcuni parlanti dell'inglese vernacolare afroamericano, e causa la fusione dei gruppi consonantici /str/ e /skr/ dando alle parole scream e stream la stessa pronuncia, /ˈskriːm/.
Tale fenomeno è stato descritto varie volte nel tempo, spesso da logopedisti. Questi probabilmente lo studiavano poiché incerti se tale sostituzione indicasse un reale disturbo del linguaggio o fosse un'inflessione dialettale. La convergenza scream-stream non è ancora esaminata o trattata in letteratura linguistica alla pari degli altri fenomeni. Per questo ci sono tre possibili motivi:
1. Il nesso "skr" si può riscontrare solo in posizioni dove può trovarsi anche "str" nel General American, per cui sarebbero poche le occasioni in cui venga prodotto tale suono;
2. La convergenza scream-stream può considerarsi una caratteristica del vernacolo posseduta solo dai parlanti giovani destinata a scomparire nell'età adulta;
3. La convergenza scream-stream può essere associata al vernacolo parlato solo in determinate regioni degli Stati Uniti.

Alcune parole comuni dove si incontra il gruppo sono sotto indicate:
| street   | → /ˈskriːt/ |
| stretch  | → /ˈskrɛtʃ/ |
| straight | → /ˈskreɪt/ |

La linguista Dandy, nel 1991, tirando le conclusioni di una sua ricerca, nota che tale fenomeno si riscontra nella lingua Gullah e nel parlat di alcuni giovani parlanti afroamericani nati negli Stati Uniti meridionali. Spiega anche come la convergenza stream-scream sia stigmatizzata e tanti applicanti esaminati avessero frequentato dei logopedisti. In seguito parla così della stessa ricerca: "Ho anche trovato un continuum, che potrebbe indicare una sostituzione dei suoni in corso. Se i bambini dicevano skretch per stretch, probabilmente applicavano il fenomeno anche in altre parole come street, che diventa skreet, strong, che diventa skrong, strike, che diventa skrike, stranger e destroy, che diventano skranger e deskroy. Alcuni invece dicevano skreet al posto di street, ma non applicavano analogicamente il fenomeno ad altre parole." (p. 44). Tuttavia, nonostante Dandy non l'abbia segnalato, è importante notare che l'uso del gruppo /skr/ degli esaminati può essere stato alterato dalla terapia seguita coi logopedisti.